# Estádio Cidade de Coimbra
Estádio Cidade de Coimbra jest to stadion piłkarski położony w portugalskim mieście Coimbra. Swoje mecze na stadionie rozgrywa drużyna Académica Coimbra. Na tym obiekcie rozegrano także kilka meczów podczas Euro 2004.
Estádio Cidade de Coimbra (Stadion Miasta Coimbra) jest stadionem, na którym domowe mecze rozgrywa Académica, należy do miasta Coimbra. Stadion ma 30 210 miejsc siedzących, dwie trzecie z nich są zadaszone. Poza tym, na stadionie znajdują się liczne udogodnienia. Do 2003 nazywany był Estádio Municipal de Coimbra (Stadionem Miejskim w Coimbrze) albo Estádio do Calhabé (Stadion Calhabé) od nazwy części miasta, w której znajduje się stadion. W przeszłości stadion mógł pomieścić 15 000 osób. Został rozbudowany i zmodernizowany pod kątem  Euro 2004. Inauguracja zmodernizowanego stadionu miała miejsce 27 września 2003 koncertem zespołu Rolling Stones, na którym było ponad 50 000 osób. 29 października 2003, Académica zagrała swój pierwszy oficjalny na zmodernizowanym stadionie mecz przeciwko Benfice Lizbona.